# Ебернеті (Саскачеван)
Ебернеті (англ. Abernethy) — село в канадській провінції Саскачеван. 

## Населення

### Чисельність
| 2001 | 2006 | 2011 | 2016 |
| ---- | ---- | ---- | ---- |
| 213  | 197  | 196  | 204  |